# Pfarrkirche Kritzendorf

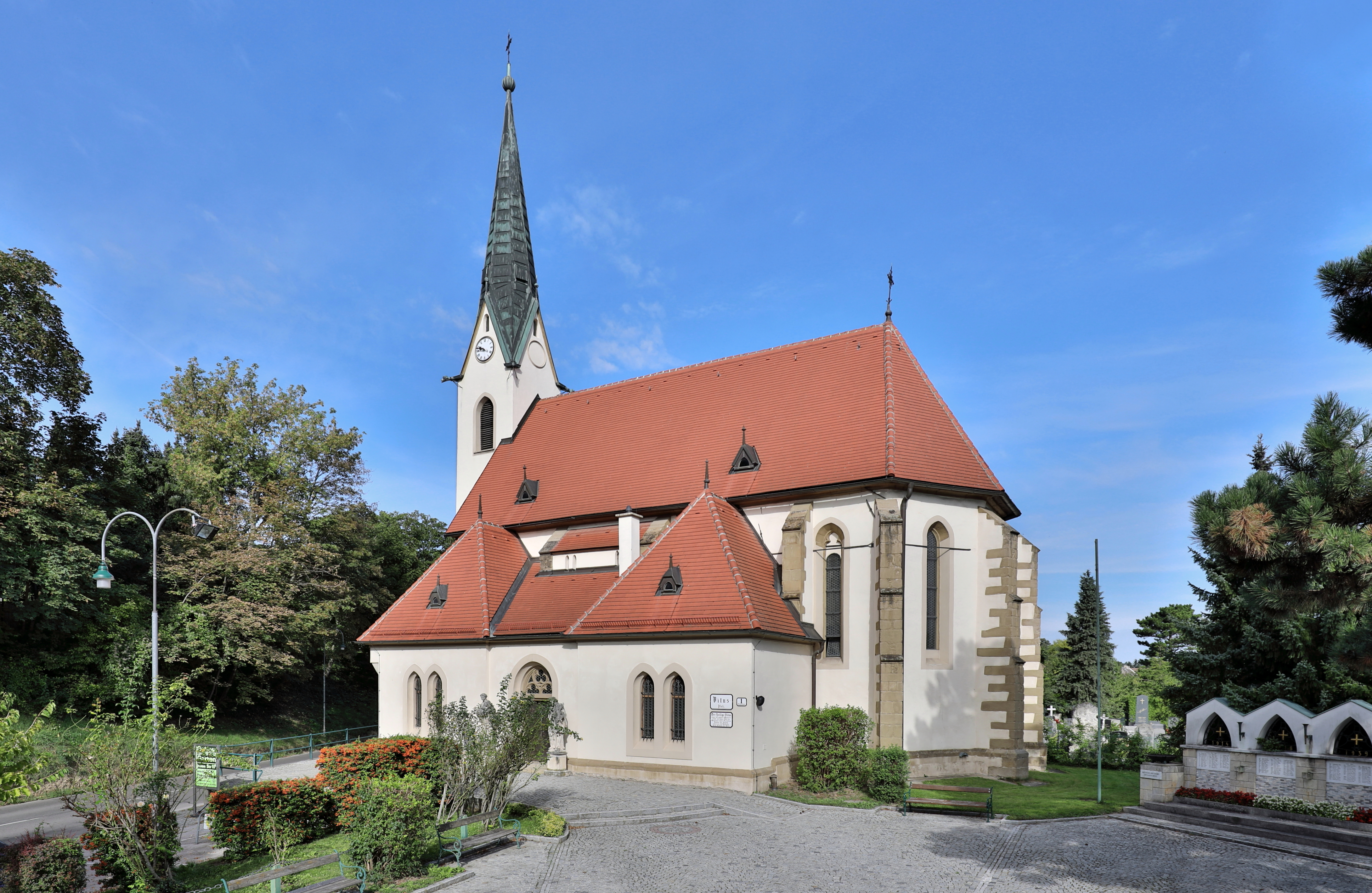
Südostansicht der Pfarrkirche Kritzendorf

Die römisch-katholische Pfarrkirche Kritzendorf befindet sich in Kritzendorf, einer Ortschaft, die zur niederösterreichischen Stadtgemeinde Klosterneuburg gehört. Sie ist dem Heiligen Vitus geweiht und dem Dekanat Klosterneuburg unterstellt.

## Beschreibung
Der Sakralbau ist ein einschiffiger, spätgotischer Bau mit einem ostseitigen 5/8-Chorschluss und einem vorgestellten westseitigen Turm aus dem 15. Jahrhundert. Anfang der 1890er Jahre wurde der Turm erhöht und mit einem Spitzhelm versehen. 1896 wurde der südseitig gelegene Pfarrhof abgetragen und an die Kirche eine Wochentagskapelle sowie eine Sakristei im neugotischen Stil vom Baumeister Josef Schömer (1857–1942) angebaut. Den Eingang der Sakristei zieren zwei barocke Steinstatuen aus dem 18. Jahrhundert, die den Heiligen Antonius von Padua und den Märtyrer Johannes Nepomuk darstellen.
Der Innenraum ist schlicht, mit einem Volksaltar, einem Hängekruzifix und einer variablen hellen Bestuhlung. Das in den Boden eingelassene kreuzförmige Taufbecken wurde im Zuge der 1994 erfolgten Innenrestauration errichtet. Die Glasmalerei des mittleren Fensters der Apsis stammt aus der Werkstatt des Glas- und Landschaftsmalers Carl Geyling 1856. Sie stellt drei Märtyrer dar: den Heiligen Vitus, der in siedendem Öl gesotten wird, seinen Erzieher und Begleiter Modestus und seine Amme Crescentia, darunter das Stiftswappen und Weinbaugeräte. Die Orgel stammt aus dem Jahr 1881, wurde vom Klosterneuburger Orgelbauer Franz Reusch (1817–1887) gebaut und 2014 restauriert.

## Geschichte
Der Kirchenbau wurde 1460 zwischen Ober- und Unterkritzendorf, welche damals zwei getrennte Ortschaften waren, begonnen und 1477 fertiggestellt. Da die Kritzendorfer Mitte des 16. Jahrhunderts protestantisch geworden waren, wurden sie 1586 über kaiserlichen Befehl rekatholisiert, aus diesem Anlass das Weihedatum der Kirche mit 17. Mai 1489 bestimmt, die Kirche der Pfarrkirche St. Martin als Filiale unterstellt und damit dem Stift Klosterneuburg inkorporiert.
Als Folge der Josephinischen Reformen wurde sie schließlich zur Pfarrkirche erhoben. Sie  ist nach wie vor dem Stift Klosterneuburg zugeordnet, das auch die Priester stellt.
Im Zuge der Renovierungen der 1990er Jahre wurde vom damaligen Pfarrer Andreas Redtenbacher die lateinische Bezeichnung „St. Vitus“ eingeführt. Seit 2013 ist Reinhard Schandl Pfarrer, ebenfalls  Chorherr des Stiftes Klosterneuburg und bereits 2003 bis 2009 Pfarrer in Kritzendorf.
Zur Pfarre gehört auch der angrenzende Friedhof. An der Seitenwand der Aufbahrungshalle befindet sich das sogenannte Kriegsfürsorgemosaik, eine seltene Form von Kriegsnagelungen.